# سکستون مینگ
سکستون مینگ (به انگلیسی: Sexton Ming) ‏متولد ۱۷ سپتامبر ۱۹۶۱، یک هنرمند بریتانیایی است که در زمینه‌های نقاشی، موسیقی و شعر فعالیت دارد.
وی در اواخر دههٔ ۱۹۷۰ و اوایل دههٔ ۱۹۸۰ یکی از اعضای گروه شاعران مِدوی بود و پس از آن در سال ۱۹۹۹ به‌همراه چند عضو سابق شاعران مِدوی و چند نقاش دیگر اولین گروه جنبش استاکیسم را تشکیل دادند. او در سال ۲۰۰۵ از گروه استاکیسم جدا شد تا به‌صورت جداگانه به فعالیت‌های هنری خود ادامه دهد.

## آلبوم‌ها
آلبوم‌های تکی یا با دیگران:
- ۱۹۸۷ - Old Horse of the Nation (بیلی چایلدیش در بیشتر آهنگ‌ها حضور دارد)
- ۱۹۸۷ - Ban the Mindreader (دِ مایندریدرز)
- ۱۹۸۸ - Six More Miles to the Graveyard
- ۱۹۹۱ - Birds With Teeth
- ۱۹۹۳ - Master of Gibberish
- ۱۹۹۳ - Endless Discipline (سکستون مینگ و دایمِند گاسِتس)
- ۱۹۹۷ - Rogue Male (سکستون مینگ و اِستِدی)
- ۱۹۹۸ - Marshan Love Secrets
- ۲۰۰۳ - A Lifetime of Nervous Gutaches #1: Rare Recordings 1979-2002
- ۲۰۰۳ - Crumb Girl
- ۲۰۰۴ - Funk Child
- ۲۰۰۵ - Out to Stud
- ۲۰۰۵ - A Lifetime of Nervous Gutaches Volume 2: Rare Recordings 1979-2005
- ۲۰۰۶ - A Taste of Wood (سکستون مینگ و آدریان استوت)
- ۲۰۰۷ - Punks are sad, Hippies are cool

با بیلی چایلدیش:
- ۱۹۸۷ - ?Which Dead Donkey Daddy
- ۱۹۸۷ - Plump Prizes & Little Gems
- ۱۹۸۷ - .Ypres 1917 Overture, Verdun Ossuary
- ۱۹۹۹ - The Cheeky Cheese
- ۲۰۰۲ - Here Comes the Fleece Geese

دیگر آلبوم‌ها:
- ۱۹۹۹ - Prison Project
- ۲۰۰۱ - Powered by Guts